# Premio Ken Domon
El Premio Ken Domon (土門拳賞, Domon-Ken-shō) es uno de los premios de fotografía con mayor prestigio en Japón.
Se creó en 1981 por el grupo de prensa The Mainichi Newspapers Co., Ltd. (株式会社毎日新聞社) para celebrar el 110 aniversario de la creación de su diario Mainichi Shimbun y como homenaje al fotógrafo Ken Domon y desde 1982 se otorga con carácter anual a un fotógrafo reconocido como recompensa a la publicación de un libro de fotografía documental. Parte del trabajo de los premiados se presentaba en la revista Camera Mainichi mientras estuvo publicándose.
El premio rival en los medios de comunicación japoneses es el Premio Ihei Kimura que se otorga cada año a uno o varios fotógrafos jóvenes.

## Premiados
| - 1982 : Tadao Mitome - 1983 : Masatoshi Naitō - 1984 : Kazuyoshi Nomachi - 1985 : Tsuneo Enari - 1986 : Taku Aramasa - 1987 : Hiroshi Suga - 1988 : Takeshi Nishikawa - 1989 : Ichirō Tsuda - 1990 : Manabu Miyazaki - 1991 : Bishin Jumonji - 1992 : Kōichi Imaeda - 1993 : Hiromi Nagakura - 1994 : Yoshikazu Minami - 1995 : Kiyoshi Sumiyoshi | - 1996 : Katsumi Sunamori - 1997 : Issei Suda - 1998 : Seiichi Motohashi - 1999 : Takeshi Mizukoshi - 2000 : Osamu Kanemura - 2001 : Yoshino Ōishi - 2002 : Toshiya Momose - 2003 : Ryūichi Hirokawa - 2004 : Hiroh Kikai - 2005 : Eiichirō Sakata - 2006 : Hideaki Uchiyama - 2007 : Ikuo Nakamura - 2008 : Hiromi Tsuchida - 2009 : Yumi Himezaki | - 2010 : Ryūichirō Suzuki - 2011 : Naoki Ishikawa - 2012 : Jutaka Takanaši - 2013 : Akira Kameyama - 2014 : Shisei Kuwabara - 2015 : Nobuo Shimose - 2016 : Michio Yamauchi - 2017 : Yoshimune Liang - 2018 : Tokiko Shioda - 2019 : Satoshi Takahashi - 2020: Takumi Fujimoto - 2021: Hidehiro Ótake - 2022: Keizó Kitadžima - 2023: Osamu Stern |